# Уикед Пикчърс
„Уикед Пикчърс“ (на английски: Wicked Pictures) е американско порнографско филмово студио със седалище в Канога парк, Сан Фернандо, Лос Анджелис, Калифорния, САЩ. Създадено е през 1993 г., а негов основател е Стив Оренстайн.
Уикед е единственото порнографско студио, в чиито продукции от 2004 г. насам сексуалните сцени с проникване се изпълняват само с кондоми.
Студиото е носител на редица от най-престижните награди в областта на порнографията – награди на AVN, XBIZ и др. Сред по-популярните порноактриси, които са участвали в продукции на Уикед Пикчърс, са: „Кралицата на порното“ Джена Джеймисън, Чейси Лейн, Джесика Дрейк, Кейлани Лей, Лупе Фуентес, Кърстен Прайс, Алектра Блу, Сторми Даниълс и др.

## Награди
- 2013: NightMoves награда за най-добра продуцентска компания (избор на феновете).[2]
- 2011: XBIZ награда за игрален филм на годината – „Скорост“.[3]
- 2014: XBIZ награда за игрален филм на годината – „Подземен свят“.[4]
- 2014: XBIZ награда за най-добра кинематография – „Подземен свят“.[4]
- 2014: XBIZ награда за най-добри специални ефекти – „Подземен свят“.[4]

## Момичетата на Уикед
С договор с Уикед към момента
- Сторми Даниълс (2002– )
- Джесика Дрейк (2003– )
- Аса Акира (2013– )[5]
- Ейдън Ашли (2013– )1
- Райли Стийл (2013– )2

С договор с Уикед в миналото
- Чейси Лейн (1993 – 1995)
- Джена Джеймисън (1995 – 2000)
- Серенити (1996 – 2001)
- Миси (1997 – 1999)
- Стефани Суифт (1997 – 2002)
- Темптрес (1998 – 2000)
- Алекса Рей (1999 – 2001)
- Девин Лейн (2000 – 2005)
- Сидни Стийл (2001 – 2003)
- Джулия Ан (2001 – 2004, 2006 – 2007)
- Кармен Харт (2005 – 2007)
- Кърстен Прайс (2005 – 2011)
- Лупе Фуентес (2010 – 2011)
- Алектра Блу (2008 – 2013)
- Кейлани Лей (2003 – 2005, 2007 – 2015)
- Саманта Сейнт (2012 – 2015)[6]

1 Ейдън Ашли има договор с компанията „Аксел Браун Продакшънс“, която от 2013 г. има дистрибуторски договор с Уикед Пикчърс.
2 Райли Стийл има договор с компанията „Аксел Браун Продакшънс“, която от 2013 г. има дистрибуторски договор с Уикед Пикчърс.